# Трафальгарское сражение
Трафальга́рское сраже́ние (англ. Battle of Trafalgar) — морское сражение между британскими и франко-испанскими морскими силами во время Войны третьей коалиции, которая была частью Наполеоновских войн.
В рамках плана Франции по объединению всех французских и союзных флотов и взятию под контроль Ла-Манша, чтобы дать возможность Великой армии вторгнуться в Англию, французско-испанский флот под командованием адмирала Вильнёва вышел из порта Кадис на юге Испании 18 октября 1805 года. Он встретил британский флот под командованием адмирала Нельсона в Атлантическом океане возле юго-западного побережья Испании, у мыса Трафальгар. Вильнёв не был готов к встрече с британцами и не смог полностью организовать флот. Нельсон же, напротив, действовал решительно: он построил британский флот в две колонны, атаковавшие неприятеля с целью разорвать его линии. Традиционная тактика морских сражений в ту эпоху состояла в том, что корабли противников строились в две параллельные линии на дистанции выстрела друг за другом, что облегчало передачу команд и позволяло создать максимальную плотность артиллерийского огня. Нельсон отказался от этой привычной тактики и построил свои корабли в колонны, шедшие перпендикулярно строю вражеского флота.
В жесточайшем сражении 27 британских линейных кораблей сошлись с 33 французскими и испанскими линейными кораблями. Хотя передовые корабли британских колонн сильно пострадали, а флагман Нельсона — HMS Victory был практически выведен из строя, большой опыт и подготовка Королевского флота преодолели численное превосходство французских и испанских ВМС. Франко-испанский флот потерял 22 судна, британцы же не потеряли ни одного корабля. Во время битвы Нельсон был смертельно ранен и умер незадолго до её окончания. Вильнёв был захвачен вместе со своим флагманом Bucentaure и, находясь в британском плену, присутствовал на похоронах Нельсона; через полгода после битвы он покончил с собой. Адмирал Федерико Гравина, старший офицер испанского флага, избежал захвата с остатком флота, но скончался пять месяцев спустя от ран, полученных во время битвы.
Победа подтвердила техническое превосходство британской морской артиллерии и лишила Наполеона боеспособного флота, превратив Британию в безраздельную владычицу морей на долгие годы.

## Предпосылки
После того, как в мае 1803 года после непродолжительного Амьенского мира, Великобритания и Франция снова оказались в состоянии войны друг с другом, Наполеон принял решение устроить вторжение в Великобританию.
В 1805 году главной сухопутной силой в Европе была армия Первой французской империи под командованием Наполеона, но на море господствовал Королевский военно-морской флот Великобритании. В ходе войны Великобритания ввела морскую блокаду Франции, что повлияло на торговлю и не позволило Франции мобилизовать все её морские силы. Несмотря на несколько удачных прорывов блокады, французским кораблям не удалось окончательно пресечь действия британского флота, который мог в одинаковой мере атаковать их как на своей акватории, так и вне её.
Основная часть французского флота находилась в Бресте (в Бретани) и в Тулоне – на побережье Средиземного моря. Также существовали и менее крупные эскадры, которые размещались в портах на Атлантическом побережье Франции.
5 октября 1804 года четыре испанских фрегата, везшие значительные суммы денег, были остановлены перед Кадисом британскими кораблями. Через 9 минут после начала сражения испанский фрегат «Мерседес» взорвался, а остальные три сдались. Испания ответила объявлением войны Великобритании и, таким образом, вступила в союз с Францией. В связи с этим на стороне Франции был испанский флот, базировавшийся в Кадисе и Ферроле.
Великобритания обладала хорошо обученным и опытным морским офицерским корпусом, тогда как французский флот был сильно ослаблен тем, что его лучшие офицеры, в королевскую эпоху назначавшиеся исключительно из дворян, были либо казнены, либо отстранены от службы ещё в начале Великой французской революции. К началу XIX века последние французские флотоводцы, обладавшие опытом боевого командования, либо удалились на покой, либо были не в состоянии принять командование по состоянию здоровья. В этой ситуации Наполеон был вынужден доверить командование Средиземноморским флотом малоопытному Пьеру-Шарлю Вильнёву.

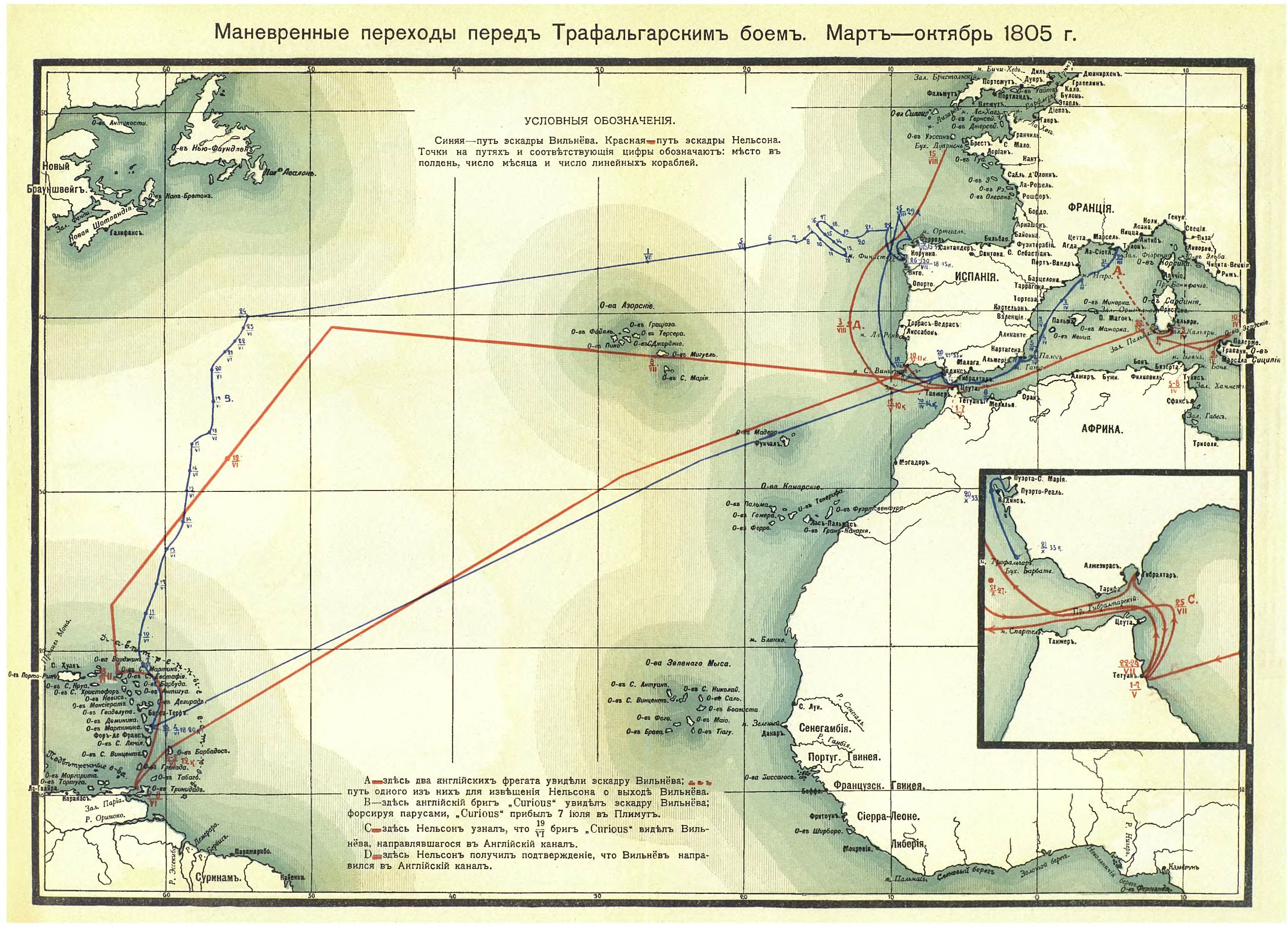
Карибский поход Вильнёва. Март — октябрь 1805 года.

Наполеон в Булонском лагере готовил мощнейший десант, который должен был высадиться на Британские острова. По его приказу спешно готовились баржи, которые должны были перевезти десант через Ла-Манш. Были запланированы две волны десанта. Первая – 1700 барж, должны были перевезти 113 тыс. человек и 5600 лошадей. Вторая – ещё 590 барж, вмещали 48 тыс. солдат и 3400 лошадей. Плавсредства были подготовлены. Однако они не могли выйти в Ла-Манш, поскольку были совершенно беззащитны перед британскими линейными кораблями.
Поэтому в марте 1805 года Наполеон поставил перед Вильнёвом задачу отвлечь Королевский флот мнимым походом в район Карибского моря. Поход состоялся, однако целей не достиг: британский флот, разгадав замыслы Наполеона, продолжал сторожить Ла-Манш. Более того, на обратном пути корабли Вильнёва были перехвачены у мыса Финистерре. Испанцы потеряли два корабля, французы в бой не вступали.
20 августа французская эскадра пришла в испанский порт Кадис, где её заблокировали британские корабли. 17 сентября 1805 года Наполеон послал Вильнёву приказ со всем союзным флотом сняться с якоря, идти к Картахене, чтобы там соединиться с испанским контр-адмиралом Сальседо, а оттуда — к Неаполю, чтобы высадить там войска, находившиеся при его эскадре, в подкрепление генералу Сен-Сиру, который должен был с севера вторгнуться в Неаполитанское королевство.

## Соотношение сил флотов
| Британские корабли | Пушек | Тип          | Французские корабли | Пушек | Тип          | Испанские корабли                           | Пушек | Тип             |
| ------------------ | ----- | ------------ | ------------------- | ----- | ------------ | ------------------------------------------- | ----- | --------------- |
| Victory            | 104   | трёхпалубный | Бюсантор            | 80    | двухпалубный | Сантисима Тринидад                          | 136   | четырёхпалубный |
| Royal Sovereign    | 100   | трёхпалубный | Формидабль          | 80    | двухпалубный | Санта-Ана                                   | 112   | трёхпалубный    |
| Britannia          | 100   | трёхпалубный | Эндомтабль          | 80    | двухпалубный | Принсипе де Астуриас                        | 112   | трёхпалубный    |
| Dreadnought        | 98    | трёхпалубный | Нептюн              | 80    | двухпалубный | Райо                                        | 100   | трёхпалубный    |
| Neptune            | 98    | трёхпалубный | Ашиль               | 74    | двухпалубный | Нептуно (командир Каэтано Вальдес и Флорес) | 80    | двухпалубный    |
| Prince             | 98    | трёхпалубный | Эгль                | 74    | двухпалубный | Аргонаута                                   | 80    | двухпалубный    |
| Temeraire          | 98    | трёхпалубный | Альхесирас          | 74    | двухпалубный | Багама                                      | 74    | двухпалубный    |
| Tonnant            | 80    | двухпалубный | Аргонот             | 74    | двухпалубный | Монарка                                     | 74    | двухпалубный    |
| Achille            | 74    | двухпалубный | Дюге-Труэн          | 74    | двухпалубный | Монтаньес                                   | 74    | двухпалубный    |
| Ajax               | 74    | двухпалубный | Фуге                | 74    | двухпалубный | Сан-Агустин                                 | 74    | двухпалубный    |
| Bellerophon        | 74    | двухпалубный | Эро                 | 74    | двухпалубный | Сан-Франсиско де Асис                       | 74    | двухпалубный    |
| Colossus           | 74    | двухпалубный | Энтрепид            | 74    | двухпалубный | Сан-Ильдефонсо                              | 74    | двухпалубный    |
| Conqueror          | 74    | двухпалубный | Монблан             | 74    | двухпалубный | Сан-Хуан Непомусено                         | 74    | двухпалубный    |
| Defence            | 74    | двухпалубный | Плютон              | 74    | двухпалубный | Сан-Хусто                                   | 74    | двухпалубный    |
| Defiance           | 74    | двухпалубный | Редутабль           | 74    | двухпалубный | Сан-Леандро                                 | 64    | двухпалубный    |
| Leviathan          | 74    | двухпалубный | Сипион              | 74    | двухпалубный |                                             |       |                 |
| Mars               | 74    | двухпалубный | Berwick             | 74    | двухпалубный |                                             |       |                 |
| Minotaur           | 74    | двухпалубный | Swiftsure           | 74    | двухпалубный |                                             |       |                 |
| Orion              | 74    | двухпалубный | Корнели             | 40    | фрегат       |                                             |       |                 |
| Revenge            | 74    | двухпалубный | Эрмион              | 40    | фрегат       |                                             |       |                 |
| Swiftsure          | 74    | двухпалубный | Ортенс              | 40    | фрегат       |                                             |       |                 |
| Thunderer          | 74    | двухпалубный | Рен                 | 40    | фрегат       |                                             |       |                 |
| Belleisle          | 74    | двухпалубный | Темис               | 40    | фрегат       |                                             |       |                 |
| Spartiate          | 74    | двухпалубный | Фюре                | 18    | шлюп         |                                             |       |                 |
| Africa             | 64    | двухпалубный | Аргюс               | 10    | шлюп         |                                             |       |                 |
| Agamemnon          | 64    | двухпалубный |                     |       |              |                                             |       |                 |
| Polyphemus         | 64    | двухпалубный |                     |       |              |                                             |       |                 |
| Euryalus           | 36    | фрегат       |                     |       |              |                                             |       |                 |
| Naiad              | 36    | фрегат       |                     |       |              |                                             |       |                 |
| Phoebe             | 36    | фрегат       |                     |       |              |                                             |       |                 |
| Sirius             | 36    | фрегат       |                     |       |              |                                             |       |                 |
| Pickle             | 10    | шлюп         |                     |       |              |                                             |       |                 |
| Entreprenante      | 10    | шлюп         |                     |       |              |                                             |       |                 |
|                    |       |              |                     |       |              |                                             |       |                 |
| Четырёхпалубных    | -     |              | Четырёхпалубных     | -     |              | Четырёхпалубных                             | 1     |                 |
| Трёхпалубных       | 7     |              | Трёхпалубных        | -     |              | Трёхпалубных                                | 3     |                 |
| Двухпалубных       | 20    |              | Двухпалубных        | 18    |              | Двухпалубных                                | 11    |                 |
| Фрегатов           | 4*    |              | Фрегатов            | 5*    |              | Фрегатов                                    | -     |                 |
| Шлюпов             | 2*    |              | Шлюпов              | 2*    |              | Шлюпов                                      | -     |                 |
| пушек:             | 2312  |              | пушек:              | 1584  |              | пушек:                                      | 1280  |                 |

- Фрегаты и шлюпы не включены в указанное число кораблей как непригодные к линейному бою.

## Ход сражения
Перед началом Трафальгарского сражения вице-адмирал Горацио Нельсон поднял на своём флагманском корабле Victory флаговый сигнал «Англия ожидает, что каждый исполнит свой долг». На кораблях-адресатах сигнал был записан по-разному, что привело к путанице с воспроизведением точной формулировки сигнала в первое время после сражения. Эта фраза запечатлелась в сознании английского народа, часто цитировалась и перефразировалась.

### Манёвры перед боем
Объединённая французско-испанская эскадра, несмотря на возражения испанского командующего Антонио де Эсканьо, вышла из Кадиса 19 октября, двинувшись на юг, к Гибралтару. Вильнёв держал свой флаг на  Бюсанторе  (фр. Bucentaure). Вопреки советам своих адмиралов, Вильнёв, придерживаясь старой линейной тактики, выстроил свой флот в одну линию.
Рано утром в 5:30, 21 октября, сигнальщики увидели на западе приближающуюся английскую эскадру. Флот союзников был в 10—12 милях от мыса Трафальгар. Некоторое время Вильнёв колебался — принять ли бой или вернуться. Примерно в восемь утра Вильнев приказал своим кораблям сделать «Поворот фордевинд, все вдруг, курс норд, в обратном порядке», и двигаться назад, в Кадис. Это означало, что авангард становился арьергардом. К 10:00 поворот был завершен. Такой манёвр перед началом боя расстроил боевой порядок, в строю кораблей союзников появились опасные разрывы дистанции, а некоторые корабли, чтобы не столкнуться с соседом, вынуждены были увалиться и «выпасть» из строя.

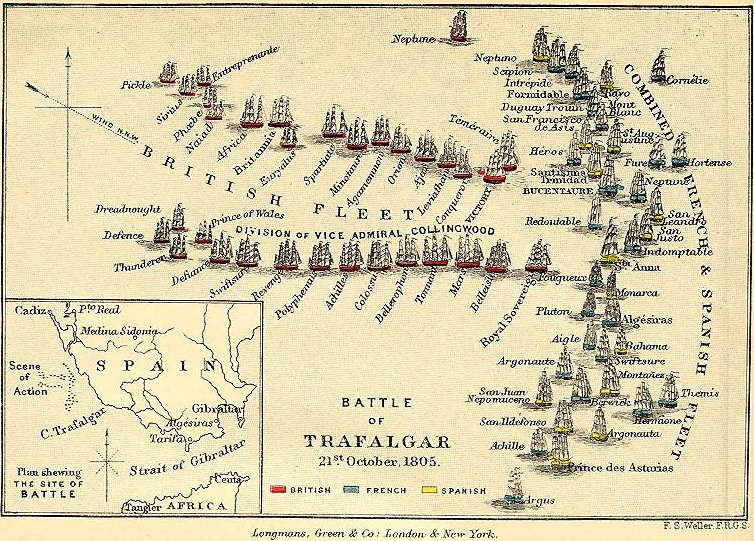
Трафальгарская битва. Диспозиция.

В этот день дул слабый западный ветер, иногда заходящий на румб к северу. Приближался шторм, сильно качало. При таком волнении корабельная артиллерия не может эффективно вести стрельбу на больших дистанциях. Нельсон учёл все эти обстоятельства: слабый ветер, мертвую зыбь, своё преимущество в ветре — и решил отказаться от классической линейной тактики, где исход боя решает число кораблей, участвующих в битве, а также количество и калибр бортовой артиллерии. Ветер благоприятствовал Нельсону: он шел в полный бакштаг, приказав поставить, для увеличения скорости, дополнительные лиселя.
Нельсон построил свои корабли в две колонны (в англоязычной литературе часто можно встретить термин «дивизион»). Флаг адмирала был поднят на Victory. Этот корабль шел головным в левом (наветренном) дивизионе. Правый (подветренный) дивизион вел контр-адмирал Катберт Коллингвуд на Royal Sovereign.
К моменту боестолкновения Вильнёв шел курсом практически на норд, левым галсом, в полный бейдевинд. После поворота строй его кораблей не успел выстроиться в идеальный кильватерный строй, когда следом идущий корабль защищает корму впереди идущего. Строй союзников представлял собой полумесяц, выгнутый вправо, в сторону материка. Вильнёв был сильно ограничен в манёвре — ветер давал ему единственную возможность: увалиться в фордевинд, тем самым сломав строй (и подставив корму под артиллерию Нельсона). При этом у него под ветром был близкий берег материка.

### Начало сражения

Схема атаки Royal Sovereign на франко-испанскую линию в полдень

Вскоре после 11:00 раздался первый залп Трафальгарской битвы, «Санта-Ана» (St.Anne) открыла огонь по опередившему всех Royal Sovereign. Вслед за этим открыли огонь другие корабли союзников. Сближавшийся под прямым углом Нельсон на некоторое время оказался в зоне действия дальнобойной бортовой артиллерии Вильнёва, сам лишившись возможности вести артиллерийскую дуэль.
Первым около 12:30, строй противников прорезал более быстроходный Royal Sovereign. Он вклинился между испанским «Санта-Ана» и французским Fougueux. Остальные корабли его дивизиона отстали, и первые 20 минут он вел бой в одиночку.
Отстав от него на 45 минут, Victory, во главе наветренного дивизиона, прорвал колонну противника между Redoutable и флагманом союзников Bucentaure.

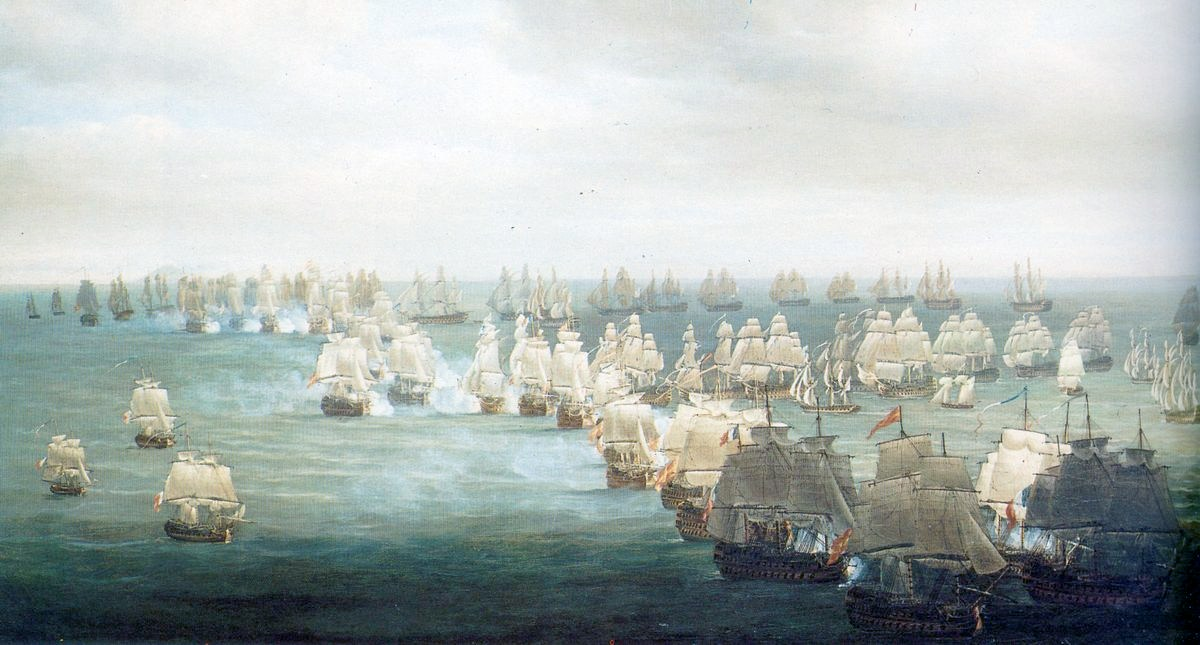
Трафальгарская битва. Вид с марса головного корабля союзников, по состоянию на 13:00. Англичане двумя колоннами атакуют с запада (справа).

Нельсон в полной форме, при всех регалиях, находился на шканцах Victory, рядом с его капитаном, Томасом Харди. Адмирал не обращал внимания на уговоры спуститься вниз. Он заявил, что один вид адмирала на мостике флагмана должен вдохновлять всех моряков английской эскадры.
Канониры на британских кораблях значительно превосходили выучкой артиллеристов союзников: в среднем на каждый залп французов и испанцев следовало три залпа англичан (французские историки приводят соотношение темпа стрельбы 7/4). Англичане, прорезая строй Вильнева, вели огонь с обоих бортов. Главной целью были пушечные порты неприятеля — таким образом, в первую очередь выводилась из строя тяжелая артиллерия.
Из-за слабого ветра английские корабли вступали в бой с большими временными промежутками. Союзников подвела нерешительность и низкая сплоченность. Авангард союзников (командующий — адмирал Пьер Дюмануар на флагмане авангарда Formidable) оторвался от центральной группировки, и, не обращая внимания на сигналы Вильнёва, продолжал идти на Кадис. Он увел с собой девять кораблей (Neptuno, Scipion, Intrepide, Raio, Formidable, Montblane, San Francisco de Asis, Duguay Trown) и один примкнувший к авангарду корабль из центральной группы — Heros.

### Близкий бой

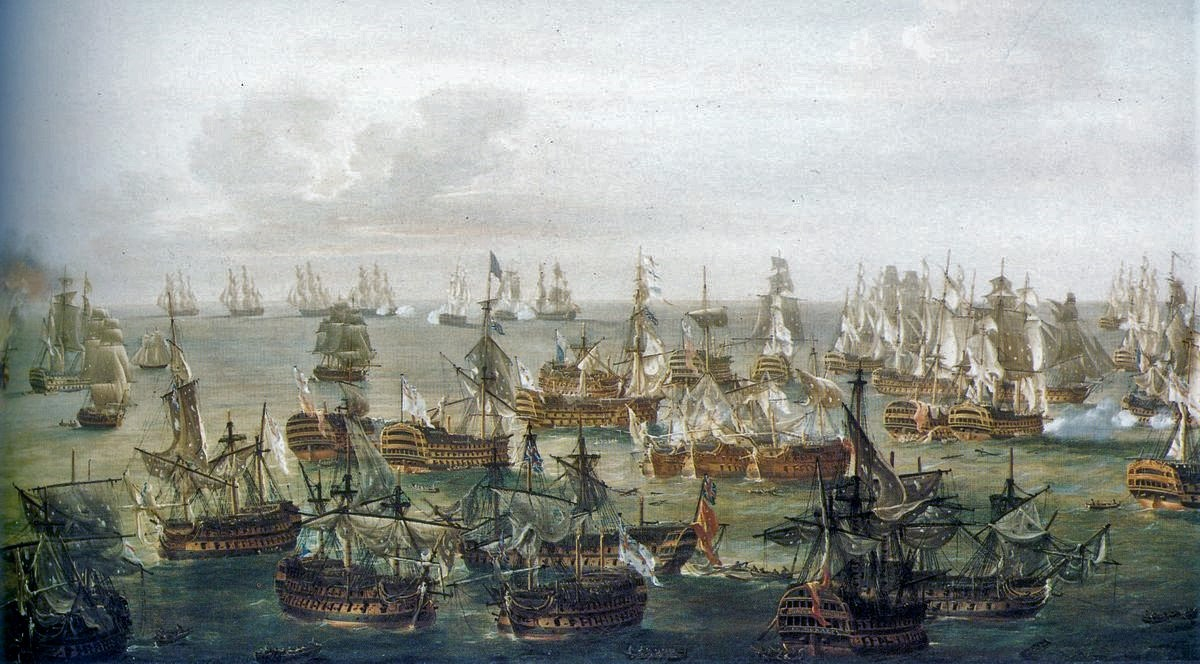
Трафальгарская битва. Сражение близится к завершению, время около 17:00. Корабли сражаются друг с другом.

Флагман англичан, Victory, обогнув Bucentaure, повернул вправо. Такой манёвр ему пришлось сделать, поскольку его слева стал обходить хорошо разогнавшийся Temeraire, до этого следовавший за кормой флагмана. Temeraire вступил в бой с флагманом союзников, а Victory свалился в абордажный бой с Redoutable, следовавшим в кильватере Bucentaure (во время такого боя корабли обычно сцепляются снастями, и разъединить их очень трудно, при этом артиллерия молчит — всем матросам раздают абордажное оружие и отправляют на верхнюю палубу; весь бой сводится к рукопашной схватке и перестрелке из стрелкового оружия).
Стрелок на марсе Redoutable разглядел Нельсона на палубе  Victory  и выстрелил в него из мушкета. Пуля пробила эполет, прошла сквозь плечо и застряла в позвоночнике. Унесённый в лазарет Нельсон был ещё жив и требовал отчёта об идущем бое.
Вскоре после 14 часов Bucentaure  спустил флаг, и Вильнёв сдался в плен. К этому моменту времени уже 12 (или больше) кораблей французов и испанцев не могли продолжать бой или были захвачены. Капитан Victory, Томас Харди, на вопрос умирающего Нельсона ответил: «Милорд, этот день за вами».
Однако бой только разгорался. Строй кораблей с обеих сторон был безнадежно сломан, и каждый капитан выбирал себе цель сам. К 16 часам море было вперемешку покрыто французскими, английскими и испанскими кораблями, которые сражались друг с другом.
Наиболее ожесточенные поединки разгорелись в арьергарде союзников, которым командовал Федерико Гравина на Prince des Astorias. Его кораблю пришлось сражаться против английских Defiance и Revenge. Сам адмирал Гравина проявил в бою исключительное мужество, получив множество ран, от которых впоследствии скончался.

### Завершение битвы 21 октября

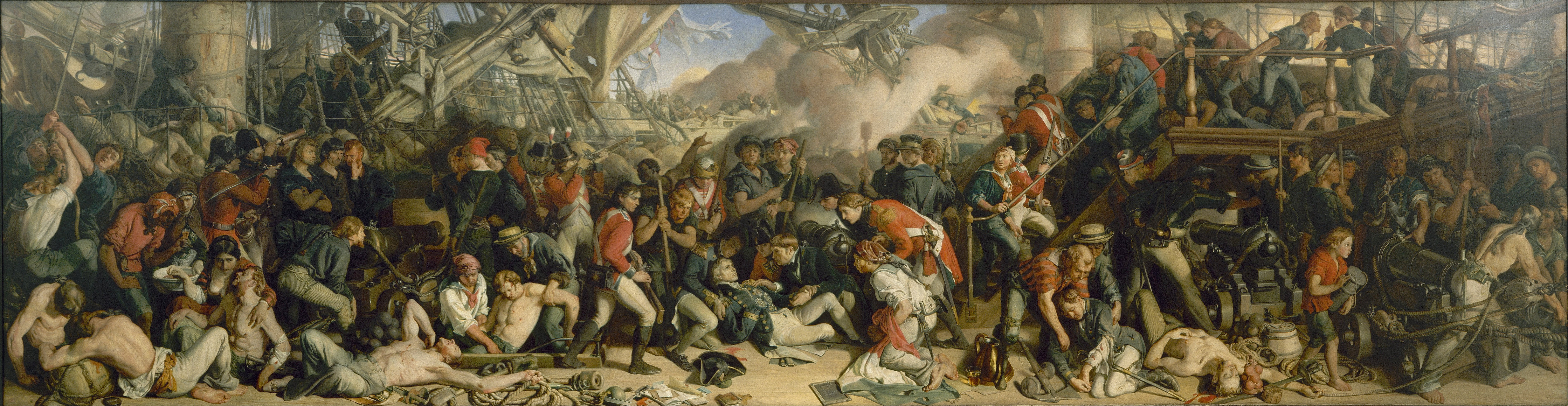
«Смерть Нельсона при Трафальгаре». Худ. Дэниел Маклайз (1859—1864)

Английский адмирал Коллингвуд, во главе прорвавшихся сквозь строй неприятеля кораблей, устремился вслед за двигающимися к Кадису кораблями авангарда союзников. Это была его тактическая ошибка: арьергард союзников был к тому времени обездвижен и не мог маневрировать, представляя более легкую цель. Воспользовавшись этим обстоятельством, адмирал Федерико Гравина на Prince des Asturias поднял сигнал «Следовать за мной». За ним последовали корабли: San Justo, San Leandro, Montanes, Indomptable, Neptuno, Argonaute. Эти корабли получили тяжелейшие повреждения как в оснастке, так и в живой силе. Манёвр адмирала Гравины позволил спасти эти корабли от английского плена.
Командир авангарда союзников, адмирал Дюмануар на Formidable, видя преследование Коллингвуда, наконец, сделал поворот оверштаг. Он приказал всем своим кораблям следовать курсом на запад-юго-запад. Этот курс пролегал значительно мористее общего места битвы. Однако Intrepide (капитан первого ранга Энфэрнэ) не подчинился приказу командующего авангардом и довернул влево, устремляясь в самую гущу битвы. За ним устремились почти все корабли, до этого следовавшие за головным кораблем. Завязалась новая фаза сражения, когда в бой вступили свежие силы союзников против потрёпанных кораблей левого дивизиона англичан. Однако четыре французских корабля: Formidable, Duguay Trown, Montblane и Scipion прошли мимо схватки.
В 16:30 Нельсон скончался. Бой продолжался до 17:30. К ночи разразился шторм.

### Штормовой день 22 октября
Весь день 22 октября буйствовал шторм, который потопил множество кораблей, еле державшихся на плаву, или выкинул их корпуса на берег. Например, англичане потеряли захваченные Santissima Trinidad и Bagama, которые пошли на дно во время буксировки. Monarca разбился о скалы испанского побережья.
Экипажи боролись за плавучесть своих кораблей, спешно латая пробоины, откачивая из трюмов воду, сращивая перебитый такелаж, заменяя рангоут. В этот день было не до обрядов, поэтому тела убитых попросту сбрасывали в море.

### Возобновление битвы 23 октября
Испанский адмирал Гравина, наскоро подремонтировав за предыдущий день уведенные им корабли, снова вышел в море. Он предпринял попытку отбить у англичан захваченные ими корабли, а также спасти экипажи тех кораблей, которые еле держались на плаву. Гравина перенес свой вымпел на Montanes. За ним шли San Justo, San Francisco de Asis и Tronador (стопушечный корабль, который не участвовал в основном сражении 21 октября), а также несколько легких фрегатов и куттеров.
Увидев приближающиеся корабли под испанским флагом, экипаж ранее захваченной англичанами «Святой Аны» (капитан первого ранга дон Игнасио М. де Алава) взбунтовался, перебил английскую призовую команду и заменил английский флаг испанским. Для подавления бунта к нему устремились два английских корабля. «Святая Ана» открыла по ним огонь и мужественно сражалась, пока к ней не подоспел Гравина.
«Святая Ана» к этому времени не могла передвигаться самостоятельно, потеряв весь рангоут, кроме фок-мачты. Поэтому ей с легкого фрегата Femida завели буксир и повели в Кадис.
Однако к вечеру шторм разыгрался с новой силой. Потерпели крушение San Francisco de Asis и Tronador. Тем не менее «Святая Ана» успешно добралась до Кадиса.

## Результаты и последствия
Союзники потеряли 18 кораблей (один потоплен, остальные захвачены) и около 15 тысяч человек убитыми, ранеными и сдавшимися в плен. Англичане захватили или потопили почти весь союзный флот, не потеряв ни одного корабля; потери убитыми и ранеными составили у них около 2 тысяч человек. Многие английские корабли были повреждены, например флагманский Victory пришлось ремонтировать в Гибралтаре, прежде чем он смог дойти до Англии и доставить туда тело Нельсона. По легенде, для сохранности тело Нельсона пришлось поместить в бочку с ромом, однако матросы проковыряли в бочке дырку, через которую выцедили весь «адмиральский ром». С той поры в английском флоте выдаваемый на кораблях ром моряки называли «адмиральской кровью» или «кровью Нельсона». Учитывая почтение и величайшую любовь, которым пользовался на флоте Нельсон, такая легенда представляется сомнительной. 

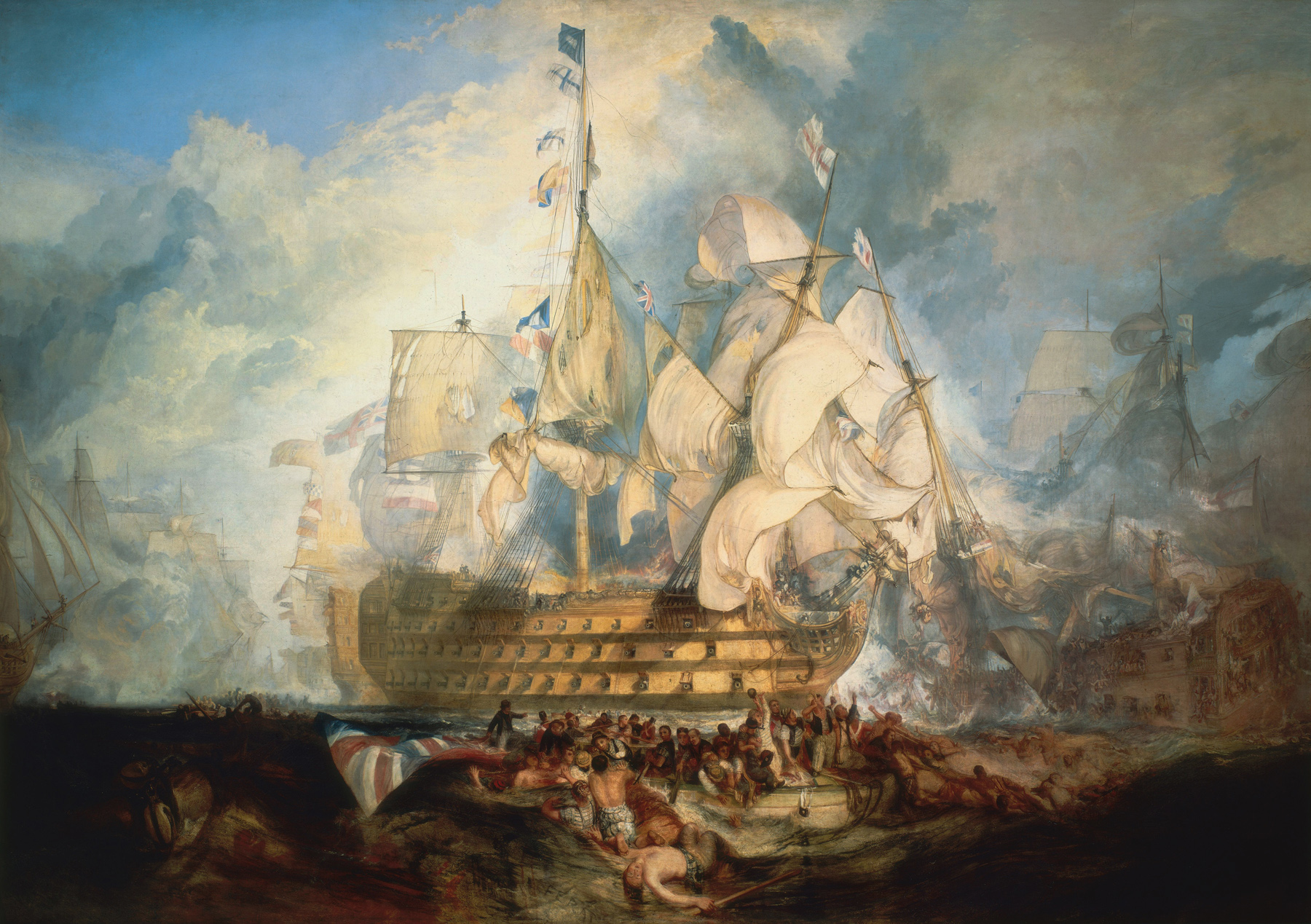
Битва на картине Тёрнера (1822)

Стратегические итоги Трафальгарской баталии были значительны: Франция и Испания навсегда утратили морское могущество. Наполеон, ещё до битвы отказавшийся от своих планов высадки в Англии, теперь вынужден был отказаться и от вторжения в Неаполитанское королевство. Великобритания окончательно приобрела статус «хозяйки морей», которым пользовалась вплоть до Второй мировой войны.
Франция сохранила флот, стоявший в Бресте, и для его нейтрализации англичанам понадобилась кампания 1806 года. Наполеон практически не комментировал поражение Вильнёва, так как к тому времени, когда до него дошли вести из Испании — ситуация в войне изменилась в его пользу — за день до Трафальгара он выиграл большую битву при Ульме, и теперь его занимала подготовка к генеральному сражению на суше (которое он выиграл). Кроме того, он рассчитывал с лихвой восполнить понесённые при Трафальгаре потери путём конфискации флотов малых стран, в частности Дании и Португалии.
Морские планы французов переменились после того, как португальцы смогли отвести свой флот в Бразилию, а датчане из-за бомбардировки англичанами Копенгагена вынуждены были передать свой флот в их руки. С учётом изменившейся ситуации Франция развернула масштабное строительство военных кораблей (которое, впрочем, смогло восполнить трафальгарские потери только к 1813 году).
Больше, чем Францию, поражение при Трафальгаре уязвило Испанию. Испанцы оказались втянутыми в конфликт Франции с Британией, не имея существенного интереса в его исходе. Потеря в сражении судов колониального («серебряного») флота надолго затруднила сообщение между метрополией и американскими колониями, чем не замедлили воспользоваться колонисты (см. война за независимость испанских колоний в Америке). Соответственно, Трафальгар в испанской историографии рассматривается как национальная трагедия, ускорившая крушение Испанской империи.
Нельсон, который не пользовался популярностью на родине из-за своей скандальной связи с замужней леди Гамильтон, посмертно превратился в национального героя и был при большом стечении народа с помпой погребён в Вестминстерском аббатстве. Британское правительство использовало морскую победу как орудие пропаганды с тем, чтобы подготовить население к затяжной борьбе с Наполеоном на суше. В крупнейших городах Британской империи появились памятники Нельсону, а в 1843 году на Трафальгарской площади в центре Лондона была воздвигнута 45-метровая колонна с 5-метровой статуей адмирала. С этого времени Трафальгарское сражение стало позиционироваться как одна из самых славных страниц британской истории и как символ непобедимости Королевского флота (что было особенно актуально в условиях программы перевооружения флота, которую при королеве Виктории проводило Адмиралтейство). 
С 1896 года в Великобритании ежегодно отмечается день Трафальгара.
Последним ветераном битвы считается француз Эммануэль-Луи Картиньи (фр. Emmanuel Louis Cartigny; 1791—1892), кавалер ордена Почётного легиона и медали Святой Елены. 
В день 204-летия битвы на аукционе в Лондоне был продан последний из сохранившихся флагов с английского корабля, участвовавшего в сражении (HMS Spartiate). При начальной заявленной цене в 14 000 фунтов стерлингов флаг был продан за 384 000.

## В литературе и кино
Трафальгарское сражение привлекало внимание многих авторов приключенческой литературы. 
Последний роман Александра Дюма рассказывает о французе, который застрелил Нельсона. 
Испанский реалист Перес-Гальдос начал свой цикл романов «Национальные эпизоды» с повести «Трафальгар» (1873). 
Современный испанский писатель Перес-Реверте в 2004 году также издал повесть под названием «Мыс Трафальгар».
Трафальгарское сражение часто фигурирует в английских морских романах — например, «Хорнблоуэр и „Атропа“» (где Хорнблоуэр организует похороны Нельсона), «Трафальгарский ветер» (последний, незавершённый роман о Хорнблоуэре) и «Трафальгар Шарпа» (из серии о Ричарде Шарпе). В известном романе Дж. Клавелла «Тай-Пэн» (1966) главный герой вспоминает о том, как он был юнгой при Трафальгаре.
Трафальгарское сражение показано в полудюжине фильмов, первый из которых был снят ещё в 1911 году. 

Также Трафальгар популярен среди любителей альтернативной истории. Так, в анимационном сериале «Code Geass» британский флот проиграл сражение. В фэнтези «Дракон его величества» (2006) за авторством Наоми Новик рассказывается, что адмирал Нельсон выжил в сражении (хотя и едва не был испепелён драконом).